# Illapel (ort)
Illapel är en ort i Chile.   Den ligger i provinsen Provincia de Choapa och regionen Región de Coquimbo, i den centrala delen av landet, 210 km norr om huvudstaden Santiago de Chile. Illapel ligger 312 meter över havet och antalet invånare är 22 816.
Terrängen runt Illapel är huvudsakligen kuperad. Illapel ligger nere i en dal. Det finns inga andra samhällen i närheten.
Omgivningarna runt Illapel är i huvudsak ett öppet busklandskap. Runt Illapel är det glesbefolkat, med 11 invånare per kvadratkilometer.